# Franco Faccio
Franco Faccio   (Verona, 8 de març de 1840 - Monza, 21 de juliol de 1891) va ser un compositor i director d'orquestra italià. Nascut a Verona, va estudiar música al Conservatori de Milà des de 1855, on va ser deixeble de Stefano Ronchetti-Monteviti i, com assenyala l'estudiós William Ashbrook, "on va entaular una amistat de per vida amb Arrigo Boito, dos anys més jove que ell" i amb qui havia de col·laborar de moltes maneres.
Inicialment, es va donar a conèixer com a compositor de dues òperes i, en els seus anys (1871–1889) com a director musical del teatre d'òpera Teatro alla Scala, Faccio es va fer conegut com a director de la música de Verdi a La Scala, a diferents parts d'Itàlia, i a l'estranger.

## Biografia
Primerament va estudiar música a Verona amb l'organista Giuseppe Bernasconi i Giuseppe Costamagna, després fou alumne del Conservatori de Milà (direcció d'orquestra i composició), i Arrigo Boito és un dels seus companys d'estudis. Les seves primeres composicions es remunten al 1860, entre elles una Obertura y la cantata il quattro giugno, seguides per una Simfonia en fa menor i pel Quartet en sol major per a corda que el 1864 aconseguí el premi anual de la Società del Quartetto de Florència.
El 1861 es va traslladar amb Boito a París i durant alguns anys es va dedicar a la composició, contactant amb l'ambient musical de la capital francesa i amb compositors com Berlioz, Rossini, Gounod i Verdi.
Daten d'aquesta època les dues òperes I profughi fiamminghi (sobre libreto de M. Praga), representada en Milán en 1863) i Hamlet (sobre libreto de Boito), estrenada a Gènova dos anys més tard. Poc després va iniciar la seva activitat cada cop més exclusiva de director d'orquestra. Va debutar en aquest sentit a Venècia amb Un ballo in maschera (1866), emprendiendo después una gira por Berlín i pels països escandinaus (1867/68) que el va ocupar diversos anys. El 1871 va dirigir a Brescia i l'any següent tornava a Milà, imposant-se rotundament a l'atenció del públic i de la crítica amb una inoblidable execució dAïda en la Scala.
Des de 1868, era professor al Conservatori de Milà (ocupació que va conservar fins a 1878), malgrat això va realitzar un gran nombre de noves gires dins i fora Itàlia (París, Zuric i Madrid), sent aplaudit especialment com a intèrpret del repertori operístic del segle xix així com una extensa producció simfònica romàntica. Franco Faccio va dirigir al Conservatori (1878) l'estrena a Itàlia de la Simfonia núm. 9 de Beethoven, seguida per altres simfonies seves presentades per primera vegada a la Scala (Setena, Cinquena i Vuitena Simfonia el 1883, 1885 i 1886).
El mateix any 1878 va actuar també, al costat de Pedrotti, en els concerts per a l'Exposició de París, sent considerat pel crític de Le Figaro com el primer director italià, èmul de Habeneck i de Costa. També a Alemanya, Faccio havia estat definit, per la seva energia i seguretat, el Klein itilianische Teufel, destacant així la seva urpa demoníaca que caracteritzava la seva forma de dirigir, encara que ell, al contrari, fos per naturalesa flegmàtic i despistat. Mentre a Itàlia es dedicava sovint a dirigir composicions estrangeres (com Lohengrin de Wagner en la Scala el 1873), fora del seu país tingué el gran mèrit de donar a conèixer noves composicions orquestral de compositors italians.
El 1870 va ser un dels fundadors i posteriorment director artístic de la Società Orchestrale della Scala i el 1884 va reorganitzar a Turín l'orquestra dels Concerti Popolari, amb la qual va donar ni més ni menys que 21 concerts entre els que figuraven novetats de List, Wagner, Raff, Chabrier i els italians Bolzoni, Mancinelli, Zuelli, Sgambati (la Simfonia en re) així com lAdagio del seu Quartet i l'Scherzo de la seva Simfonia. Juntament amb un gran nombre d'autors menors, Franco Faccio va estrenar a la Scala el Rèquiem de Verdi (1874). La Gioconda de Ponchielli (1876), Dejanice de Catalani (1883), Otello de Verdi (1887) i Edgar de Puccini (1889).
Richard Strauss, que el va sentir a la Scala en un concert el 1888, va lloar la seva direcció minuciosa i exigent, Va abandonar l'activitat el 1980, després que l'any anterior, en dirigir Els mestres cantaires de Nuremberg de Wagner a la Scala, posés de manifest lapsus mentals i desquilibris nerviosos que el conduirien a la bogeria i més tard a la mort.